# Johan Massez
Johan Massez, né le 25 septembre 1975, est un scénariste, auteur de bande dessinée et illustrateur belge francophone.

## Biographie
Johan Massez naît le 25 septembre 1975. Il a une formation d’ingénieur,. Dans une vie antérieure, il travaille d'abord sur des chantiers navals et des bateaux qui le font voyager,. Il dessine en dilettante et il est tenaillé par l'envie de raconter des histoires. Il adore les histoires muettes, en noir et blanc et de préférence très elliptiques.
Il écrit pour l’audiovisuel : séries (séries télévisées, web-séries), courts, longs, animation, scriptdoctoring. Il fait partie du conseil d'administration comme trésorier de l'association des scénaristes de l'audiovisuel.
C'est la découverte de Grandpapier.org, un site de bande dessinée alternative qui le pousse à concrétiser cette envie. C’est en 2009, qu’il rejoint le site avec un récit en quatre pages : Le Chien de Firmin dans le cadre du projet Revanche recueilli dans le collectif éponyme l'année suivante. En 2010, il participe aux 24 heures de la bande dessinée avec Les Chipies lors du 37e festival d'Angoulême. Il publie l'album Chipies dans la collection « Vingt-quatre » aux éditions L'Employé du Moi en 2011. Il poste des récits muets sur le site Grandpapier.org. Il autoédite aussi des fanzines : Hocus Pocus (2012), La Vraie Vie de Peter Parker (2013), Une main tendue (2014), Chacra Caca,,. ». À l'occasion du 15e anniversaire de la maison d'édition, il participe au collectif Sweet 15 (2015).
En 2016, il écrit le scénario et il réalise le crayonné de trois récits indépendants : Code 1 à 3 pour Sacha Goerg publiés en fanzines,.
Il illustre par ailleurs pour la presse dans Topo, Médor, Alter Échos.
Mettant à profit son expérience d’écriture sérielle, il sort le premier volet intitulé Le Poids du doute d'un diptyque Alerte dont le script avait été écrit initialement pour un projet de série télévisée pour la RTBF aux Éditions Sarbacane,, sa première bande dessinée grand public. Il conte l'histoire de la scientifique Cathy Charlier, membre d'un puissant groupe pharmaceutique, qui lors de la soirée de lancement d'un nouveau médicament, voit un individu armé s’introduire dans la villa et menace ses occupants, pour finalement retourner l’arme contre lui et se suicider. Le lendemain, elle apprend que l'intru faisait partie du programme d’essai clinique. Ce thriller questionne sur la responsabilité collective et individuelle. Il est qualifié d'« excellent » par la chroniqueuse du site ActuaBD Bérengère Hallier.
Selon Hubert Leclercq, journaliste de La Libre Belgique : « Alerte de Johan Massez est un premier long récit très convaincant signé par un auteur surprenant. [...] Le scénario de Johan Massez est un bijou de construction. Sa formation d’ingénieur n’y est peut-être pas pour rien. Son approche de la bande dessinée affiche une juste fusion artistique et scientifique. [...] Un ensemble d’une cohérence extrême qui participe à la lisibilité absolue de ce polar qui est certainement une des toutes belles découvertes de ce premier semestre. ». Le second volet est publié en 2025.

## Œuvres publiées

### Bandes dessinées

#### Albums de bande dessinée
- Chipies, L'Employé du Moi, coll. « Vingt-quatre », Bruxelles, mai 2011
Scénario et dessin : Johan Massez - Couleurs : noir et blanc -  (ISBN 978-2-930360-39-3)
- Contribution graphique à Bâtard no 12[13] de Max de Radiguès, 2016.

##### Alerte
- 1. Le Poids du doute[11],[2],[14], Éditions Sarbacane, Paris, 6 mars 2024
Scénario, dessin et couleurs : Johan Massez -  (ISBN 978-2-377-31823-0)
- 2. Un besoin de vérité[15],[12],[16], Éditions Sarbacane, Paris, 5 mars 2025
Scénario, dessin et couleurs : Johan Massez -  (ISBN 978-2-377-31824-7)

#### Collectifs
- 31 Place de Brouckère[17], Académie des Arts de Woluwe-Saint-Pierre, Woluwe-Saint-Pierre, 1994
Scénario : collectif dont Johan Massez - Dessin : collectif - Couleurs : noir et blanc,Publication des travaux des élèves d'Alain Goffin. Tirage à 500 exemplaires.
- Revanche / Revenge[18], L'Employé du Moi, Bruxelles, février 2010
Scénario : collectif - Dessin : collectif dont Johan Massez - Couleurs : quadrichromie -  (ISBN 978-2-930360-31-7)Contribution : récit en quatre pages : Le Chien de Firmin. Format 18 × 25 cm.
- Sweet 15[19], L'Employé du Moi, Bruxelles, janvier 2015
Scénario : collectif - Dessin : collectif dont Johan Massez - Couleurs : quadrichromie -  (ISBN 978-2-390040-06-4)Noté première édition, broché en 13,5 × 14 cm. Distribué au festival d'Angoulême 2015 puis en librairie à l'occasion du 15e anniversaire de la maison d'édition.

#### En revues et journaux
- Roulage de pelles à la Chambre[20], par Harold Nottet. Illustrations : Johan Massez, Médor no 7, été 2017.
- Animal, on est mal ! de Oriane Dioux, Topo no 10 de mars 2018[21].
- Les Moineaux du barreau, Médor[22] no 20 de septembre 2020.
- La Sécurité sociale, être aidé quand le sort est jeté, Alter Échos no 487, octobre 2020[23].

### Vidéographie
- [vidéo] Johan Massez - La Cambre Génération VM sur Vimeo